# أنطاكية (مدينة تاريخية)

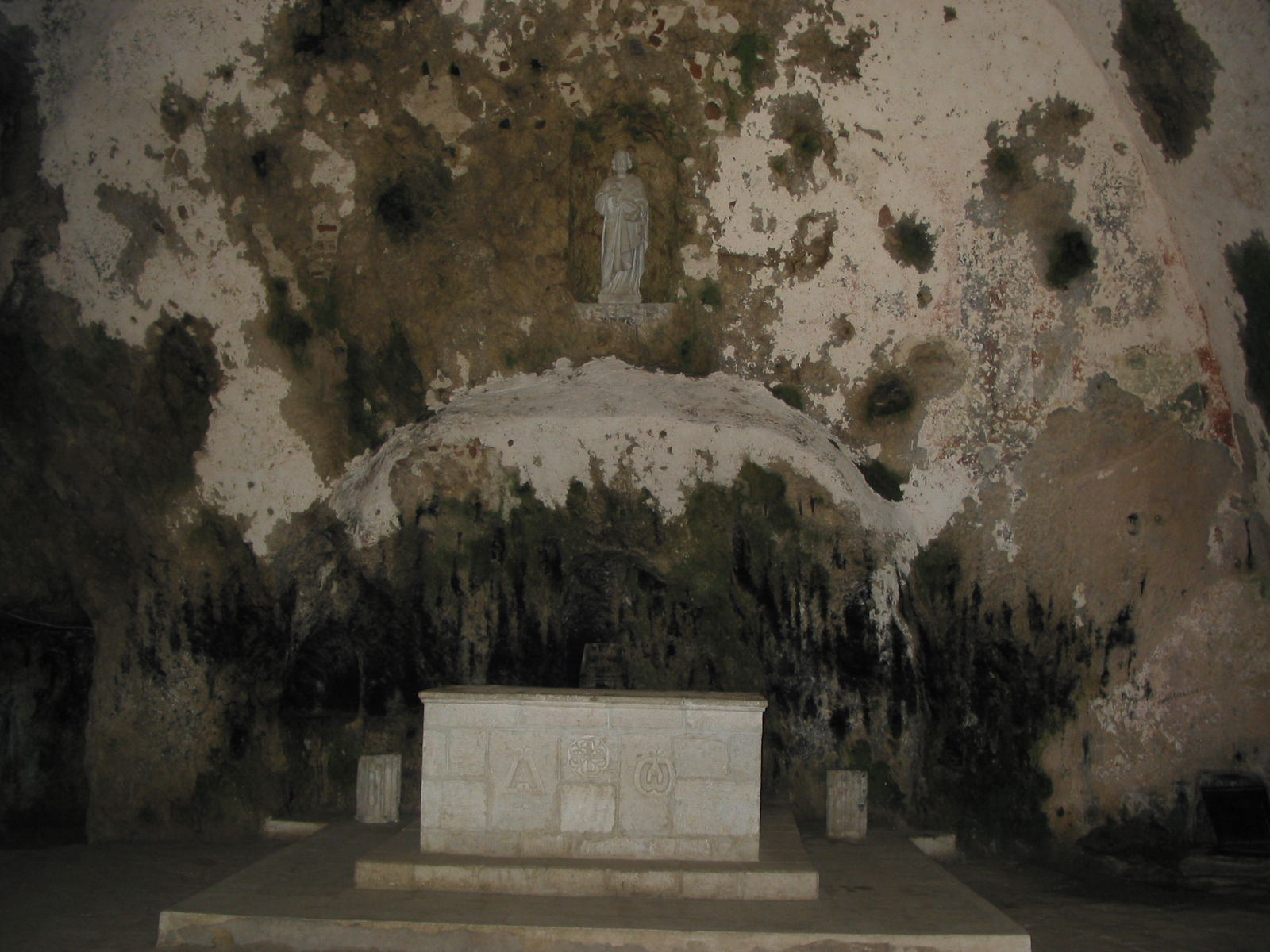
مذبح كنيسة القديس بطرس أول البطاركة الأنطاكيين، مدينة أنطاكية تعتبر من المدن المقدسة عند المسيحيين الشرقيين.

أنطاكية (باليونانية Αντιόχεια، بالسريانية: ܐܢܛܝܘܟܝܐ، بالتركية Antakya) مدينة تاريخية تقع على الضفة اليسرى لنهر العاصي على بعد 30 كم من شاطئ البحر المتوسط في لواء الإسكندرون الواقع تحت السيادة التركية.
تعتبر مدينة أنطاكية إحدى أهم المدن في تاريخ سورية حيث أنها كانت عاصمة سورية قبل الفتح الإسلامي في القرن السابع، وما زالت حتى الآن عاصمة للكنائس المسيحية الشرقية. دُعيت مدينة أنطاكيّة بلقب «مهد المسيحية» نتيجة للدور المحوري الذي لعبته المدينة في ظهور كل من الهلنستية اليهودية والمسيحية المبكرة. ودعي المؤمنون بالمسيحية بالمسيحيين لأول مرة في مدينة أنطاكية حوالي سنة 42 أو 43 للميلاد.
كانت أنطاكية في العصر الهلنستي عاصمة الإمبراطورية السلوقية وفي العصر الروماني تصاعدت أهميتها حتى صارت ثالث أكبر مدينة في العالم بعد روما والإسكندرية. نقل العرب العاصمة من أنطاكية إلى واحة دمشق لأسباب لوجستية. تعرضت أنطاكية في التاريخ الإسلامي للغزو عدة مرات من الروم والصليبيين، وبعد انتهاء الحروب الصليبية صارت تابعة لحلب. كما وقعت تحت النفوذ الفرنسي بعد الحرب العالمية الأولى قبل انتقالها تحت السيطرة التركية سنة 1939.

## التاريخ

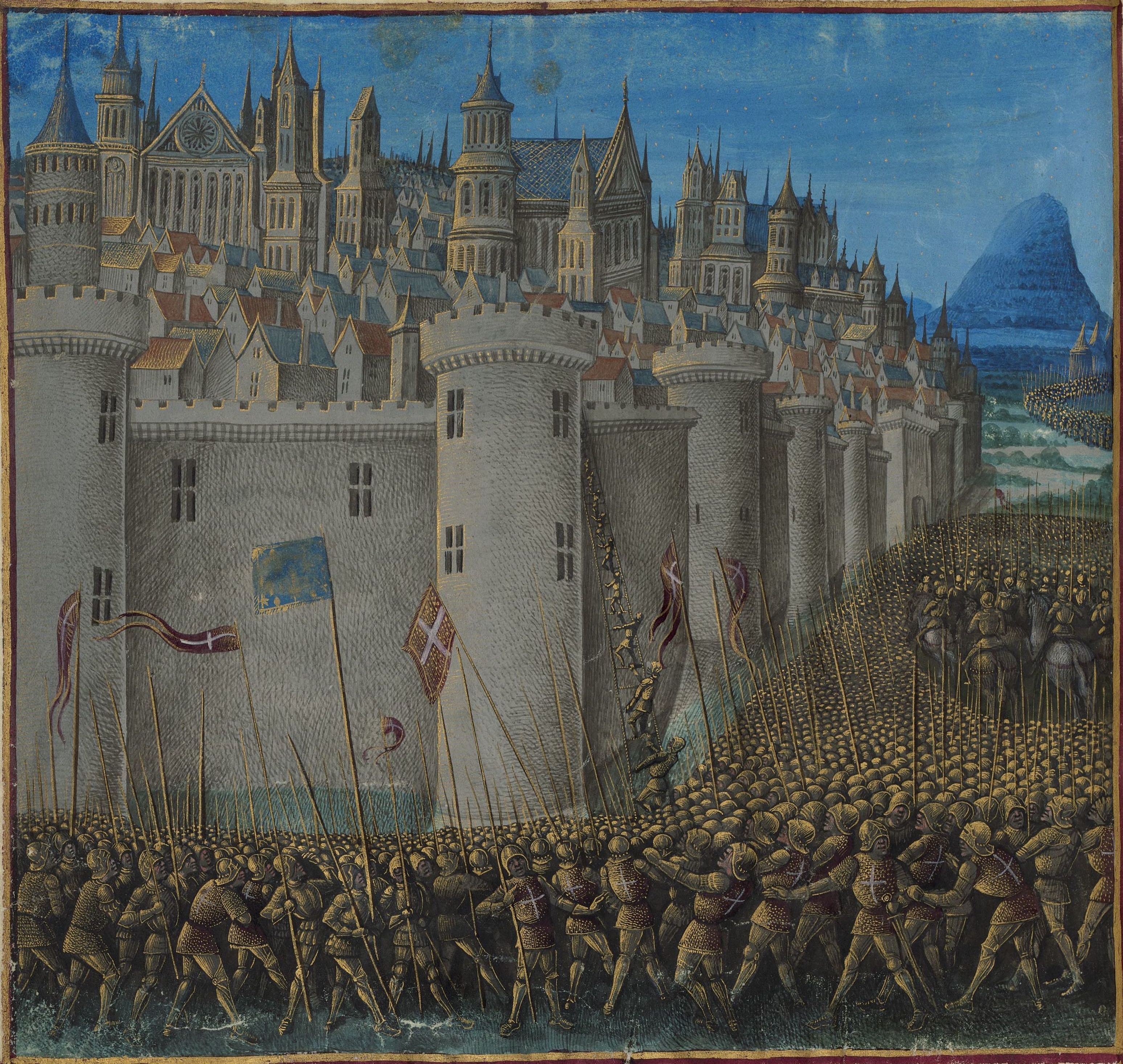
حصار أنطاكية من قبل الصليبيين.

في سنة 323 ق.م مات الإسكندر المقدوني، وقام كبار ضباطه بالاتفاق على اقتسام إمبراطورية الإسكندر فيما بينهم، فأخذ بطليموس مصر وفلسطين، وأخذ أنتيغون مقدونيا القديمة وآسيا الصغرى، بينما أخذ سلوقس الأول نيكاتور سوريا وبابل وفارس.
قام أنتيغون بإنشاء مدينة الإسكندرونة عند مصب نهر العاصي في سوريا سنة 317 ق.م، بعد ذلك استولى سلقوس نيكاتور على هذه المدينة سنة 301 م وأقام مكانها مدينة سماها أنطاكية على اسم أبيه أنطيوخوس، وعلى نفس المنوال أنشأ مدينة أخرى أطلق عليها اسم والدته لاثوديسيا (اللاذقية)، ثم أنشأ مدينة أفاميا باسم زوجتة على مسافة من اللاذقية إلى الداخل في سوريا.
أحب سلوقس الأول مدينة أنطاكية فأمر بأن ينقل إليها كل ماله قيمة من أنقاض مدينة أنتغونا المهدمة، ومنح سكان المنطقة حقوق مساوية لليونانيين ليشجعهم على الانتقال إليها، فعاشت المدينة سنين ازدهار طويلة حتى صارت درة الممالك السلوقية وعاصمتها من البحر المتوسط إلى حدود الهند. لاحقًا عانى الأنطاكيين من حكم السلوقيين مما دفعهم إلى تسليم المدينة لتكران ملك الأرمن سنة 83 ق.م، ولكن مالبث الروم أن فرضوا سيطرتهم عليها سنة 64 ق.م وهكذا أصبحت سوريا تحت حكم جمهورية روما.
تعرضت المدينة لزلزال مدمر سنة 526 م، ولموقعها الهام وأهميتها الإستراتيجية الكبيرة احتلها الساسانيون سنة 540 م، ثم دخلها المسلمون سنة 637 م، ولكن الإمبراطور نيكيفوروس الثاني فوكاس عاد فسيطر عليها، وفي عام 1085 م وقعت بيد السلاجقة، وأثناء الحملات الصليبية على سوريا دخلها الفرنجة عام 1096 م بعد أن حاصرها بوهيموند، ليصبح أول حاكم صليبي لها مكونا إمارة أنطاكية وهي أول إمارة صليبية.
وبقيت المدينة في يد الصليبيين في الفترة الواقعة بين القرنين الثاني والثالث عشر حتى قيام الظاهر بيبرس السلطان المملوكي بتحريرها منهم سنة 1268 م، وفقدت المدينة دورها الريادي السابق عقب حملة تيمورلنك على بلاد الشام فتضررت كثيرا بسبب هجمات المغول وذلك سنة 1401 م، بعد ذلك استولى عليها الأتراك العثمانيين سنة 1516م، تمكن محمد على والي مصر من بلوغها عندما سيطر على ولاية الشام واستمر سلطانه عليها بين 1830م و1840م. ضرب المدينة زلزال أخر سنة 1872م.
بعد انقضاء الحرب العالمية الأولى أصبحت المدينة من نصيب الانتداب الفرنسي على سوريا بين 1920 م و1946 م التي تخلت عنها لتركيا بعد استفتاء لتقرير المصير سنة 1938.

## الأهمية الدينية

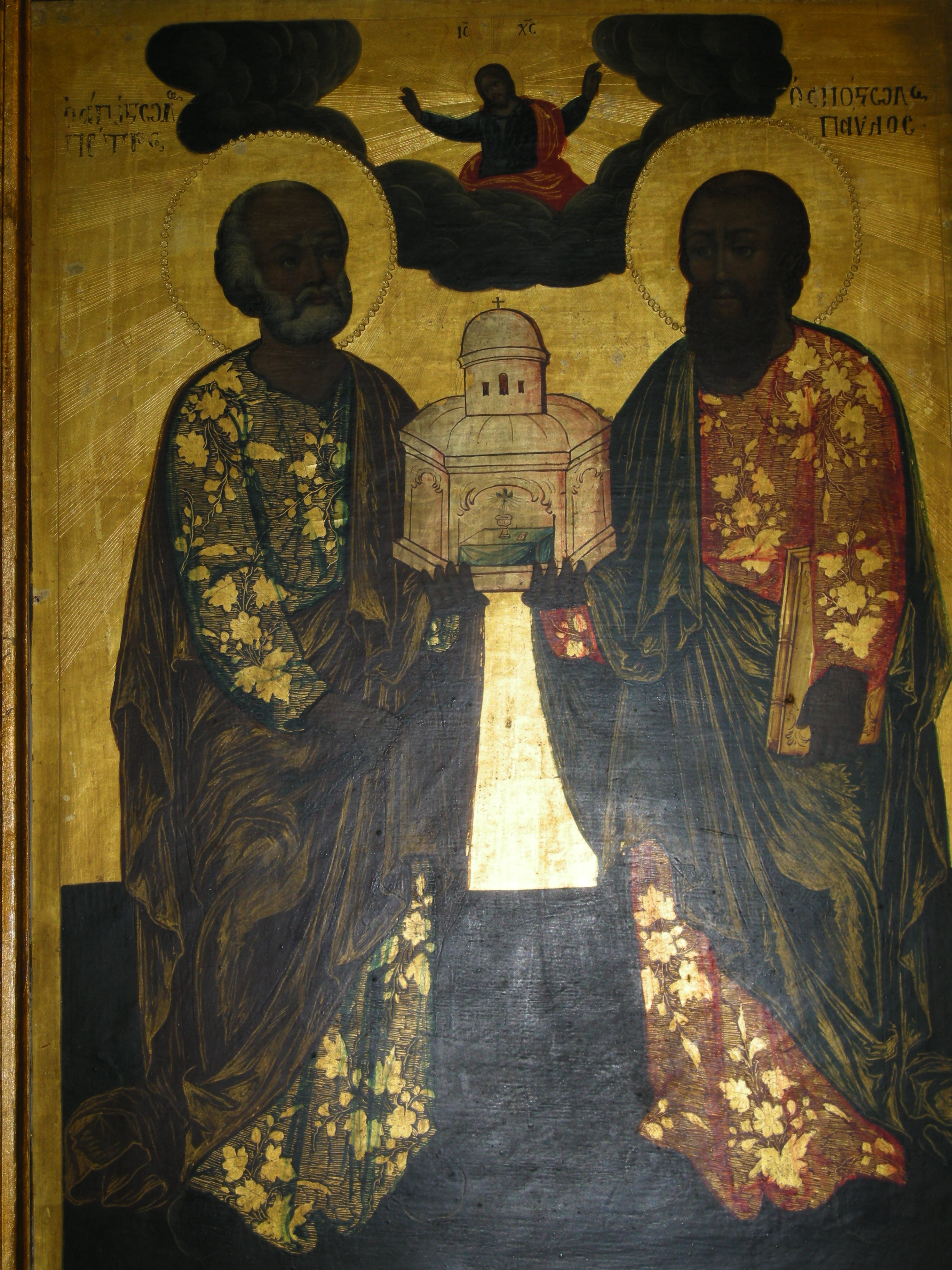
أيقونة لمؤسسي الكرسي الإنطاكي بطرس وبولس، من الفن البيزنطي.

تقع مدينة أنطاكيا في لواء إسكندرون تحت السيادة التركية. عند انقضاء الحرب العالمية الأولى عادت أنطاكية إلى سوريا ليحكمها السوريون بعد أن خرج الحكم العثماني التركي من الوطن العربي، ولكن سلطات الانتداب الفرنسي على سوريا بين 1920 و1946 تخلت عن منطقة لواء الإسكندرون لتركيا ومن ضمنها مدينة أنطاكية سنة 1939.
لأنطاكية أهمية كبيرة لدى المسيحيين في الشرق، فهي أحد الكراسي الرسولية إضافة إلى روما والإسكندرية والقسطنطينية والقدس وبطاركة الطوائف التالية يلقبون ببطريرك أنطاكية: السريان الأرثوذكس، الأرثوذكس الشرقيين، السريان الكاثوليك، الروم الكاثوليك، السريان الموارنة.
كانت أنطاكية وتلقب «تاج الشرق الجميل» و«أروع مدن الشرق» ملتقى أهم الطرق التجارية، ولم تكن عاصمة إدارية وثقافية وعسكرية فحسب، بل أيضًا برزت أهميتها المسيحية باكرًا على ما يذكر سفر الأعمال. كانت الجماعات المسيحية الأولى تتواجد في المدن الكبرى، يرأسها أسقف هو أحد تلامذة المسيح أو أحد من انتدبهم التلامذة، ومع تزايد عدد المسيحيين أقام الأساقفة معاونين لهم ذوي صلاحيات رعائية هم القسس، غير أنهم يمثلون الأسقف ويتحدون معه.
ومع انتشار المسيحية نحو الأرياف والمدن الأصغر حجمًا، لم يعد القسس أو الكهنة في ذات المدينة، بل أصبحت ولاية الأسقف تشمل رقعة جغرافية معينة، ومع تزايد عدد المسيحيين، لم يعد باستطاعة أسقف واحد أن يقوم بإدارة جميع الرعايا، فظهرت أسقفيات جديدة، أي يقوم أسقف أو أكثر بتعيين أسقف على ولاية جغرافية جديدة شرط أن تحوي كنائس ذات حجم كاف، غير أن الأسقف الجديد يظلّ في القضايا الخطيرة وفي الروابط الثقافية يرتبط بالكنيسة الأم التي تفرّع عنها، وهكذا ظهرت علاقة بين أسقفيات أم - أسقفيات بنت.
كانت ولاية البطريرك الإنطاكي تشمل بادئ الأمر، معظم الشرق الأوسط عدا مصر وسط وغرب تركيا حاليًا، ثم فصلت في أعقاب مجمع أفسس عام 431 كنيسة قبرص، وفي أعقاب مجمع خلقيدونية عام 451 فصلت كنيسة القدس، بشكل إداري وبات رئيس أساقفتها هو بطريرك القدس؛ وكان لكبير أساقفة العراق لقب جاثيلق ما لبث أن تحوّل لشبه كنيسة رسمية مستقلة، وذات نفوذ مباشر إلى إيران وأقاليم شبه الجزيرة العربية؛ حاليًا فإن البطاركة غير منحصرين في النطاق الإنطاكي فحسب، فإن حركة الهجرة نحو العالم الجديد، دفعت لاستحداث أبرشيات المغترب، وهو ما أدى إلى بسط نفوذ البطاركة في العالم أجمع.
تجذب المدينة أعداداً من المسلمين ، الذين يزورون مسجد حبيب النجار، والذي يعتقدون أنه يحتوي قبر حبيب النجار، المذكور في سورة يس في القرآن الكريم.